# Level C
Level C (яп. 快楽の方程式 Level-C Keiraku no Houteishiki Level-C, досл. «Уровень Си») — манга, созданная двумя иллюстраторами Футаба Аой и Мицуба Курэнай. Позже была выпущена OVA студией J.C.Staff.

## Сюжет
История рассказывает об взаимоотношениях двух главных героев — Мидзуки Синохара и Кадзуоми Хондзё.
- Мидзуки Синохара — молодой человек, учится в средней школе, выглядит младше своих лет, работает фотомоделью, у него своя квартира, живёт один.
- Кадзуоми Хондзё — молодой мужчина, наемный работник, холост, не имеет постоянно места жительства. Живёт у своих любовниц.

Очередной раз уйдя от своей любовницы, напившись в баре, Кадзуоми видит в толпе на светофоре Мидзуки. Мужчина просит остаться жить в квартире Мидзуки, и в качестве арендной платы предлагает ему заниматься с ним любовью.

## Манга
Level C — манга, созданная двумя мангаками Футабой Аой и Мицубой Курэнай. Манга выходила в Японии с августа 1993 года по январь 1996 года. Всего вышло 6 томов.

## OVA
Режиссёр Ямагути Ёрифуса снял OVA по манге в 1995 году. OVA вышла в Японии 24 мая 1996 года в формате VHS. В DVD формате −25 марта 2005 года.